# Presidenti della Camera dei deputati (Romania)
Questo elenco comprende i presidenti della Camera dei deputati della Romania e delle sue precedenti entità politiche, a partire dal 1862.

## Storia
Prima dell'unificazione in un'unica entità statale, un parlamento monocamerale era già presente nei principati di Moldavia e Valacchia sotto la reggenza ottomana. Tale schema fu ripreso nel 1862 alla creazione del Principato di Romania. Nel 1864 il parlamento divenne bicamerale, affiancando all'assemblea elettiva una camera alta chiamata "Corp ponderator". La costituzione del 1866 confermò la struttura bicamerale costituita da Assemblea dei deputati e Senato, che fu mantenuta fino al 1940, alla proclamazione della dittatura militare di Ion Antonescu, che sospese le attività parlamentari. Nel 1946 il regime comunista instaurò un parlamento monocamerale, che soppresse la camera alta, elemento inserito fra le previsioni della nuova costituzione del 1948, che specificò le funzioni dell'unica camera, la Grande Assemblea Nazionale. Il Senato fu nuovamente istituito nel 1990, in seguito alla rivoluzione romena del 1989, che rovesciò la dittatura di Nicolae Ceaușescu. La costituzione del 1991 decretò il ritorno al bicameralismo.

## Presidenti dell'Assemblea dei deputati (1862-1948)
| Nº  | Presidente (Nascita-Morte) | Presidente (Nascita-Morte) | Presidente (Nascita-Morte)                 | Partito                           | Mandato           | Mandato           |
| Nº  | Presidente (Nascita-Morte) | Presidente (Nascita-Morte) | Presidente (Nascita-Morte)                 | Partito                           | Inizio            | Fine              |
| --- | -------------------------- | -------------------------- | ------------------------------------------ | --------------------------------- | ----------------- | ----------------- |
| 1º  |                            |                            | Nifon Rusailă (1789-1875)                  | -                                 | 24 gennaio 1862   | 2 maggio 1864     |
| 2º  |                            |                            | Alexandru Emanoil Florescu (1822-1907)     | Conservatore                      | 29 dicembre 1864  | 25 giugno 1865    |
| 3º  |                            |                            | Manolache Costache Epureanu (1823-1880)    | Conservatore                      | 17 dicembre 1865  | 3 gennaio 1866    |
| 4º  |                            |                            | Nicolae Calimachi-Catargiu (1830-1882)     | Conservatore                      | 9 gennaio 1866    | 12 febbraio 1866  |
| 5º  |                            |                            | Manolache Costache Epureanu (1823-1880)    | Conservatore                      | 9 maggio 1866     | 6 luglio 1866     |
| 6º  |                            |                            | Lascăr Catargiu (1823-1899)                | Conservatore                      | 7 dicembre 1866   | 1 novembre 1867   |
| 7º  |                            |                            | Anastasie Fătu (1816-1886)                 | Liberale Radicale                 | 15 gennaio 1868   | 15 novembre 1868  |
| 8º  |                            |                            | Ion C. Brătianu (1821-1891)                | Liberale Radicale                 | 18 novembre 1868  | 29 gennaio 1869   |
| 9º  |                            |                            | Costache Negri (1812-1876)                 | Liberale Moderato                 | 8 maggio 1869     | 17 novembre 1869  |
| 10º |                            |                            | Grigore Balș (1826-1895)                   | Conservatore Moderato             | 20 novembre 1869  | 1 maggio 1870     |
| 11º |                            |                            | Gheorghe Costaforu (1820-1876)             | Conservatore                      | 2 luglio 1870     | 3 febbraio 1871   |
| 12º |                            |                            | Nicolae Păcleanu (1824-1878)               | Liberale Radicale                 | 5 febbraio 1871   | 16 marzo 1871     |
| 13º |                            |                            | Dimitrie Ghica (1816-1897)                 | Conservatore                      | 26 maggio 1871    | 17 febbraio 1876  |
| 14º |                            |                            | Constantin N. Brăiloiu (1809-1889)         | Conservatore                      | 18 febbraio 1876  | 3 maggio 1876     |
| 15º |                            |                            | Constantin Alexandru Rosetti (1816-1885)   | Partito Nazionale Liberale        | 25 giugno 1876    | 26 maggio 1878    |
| 16º |                            |                            | George Vernescu (1829-1900)                | Partito Nazionale Liberale        | 6 giugno 1878     | 15 novembre 1878  |
| 17º |                            |                            | Constantin Alexandru Rosetti (1816-1885)   | Partito Nazionale Liberale        | 17 novembre 1878  | 9 giugno 1881     |
| 18º |                            |                            | Dumitru Brătianu (1818-1892)               | Partito Nazionale Liberale        | 9 giugno 1881     | 21 ottobre 1882   |
| 19º |                            |                            | Dimitrie Lecca (1832-1888)                 | Partito Nazionale Liberale        | 21 ottobre 1882   | 5 marzo 1883      |
| 20º |                            |                            | Constantin Alexandru Rosetti (1816-1885)   | Partito Nazionale Liberale        | 16 maggio 1883    | 17 ottobre 1883   |
| 21º |                            |                            | Dimitrie Lecca (1832-1888)                 | Partito Nazionale Liberale        | 19 ottobre 1883   | 4 luglio 1888     |
| 22º |                            |                            | Lascăr Catargiu (1823-1899)                | Partito Conservatore              | 10 novembre 1888  | 14 gennaio 1889   |
| 23º |                            |                            | Constantin Grădișteanu (1833-1890)         | Partito Conservatore              | 19 gennaio 1889   | 16 novembre 1889  |
| 24º |                            |                            | Gheorghe Grigore Cantacuzino (1833-1913)   | Partito Conservatore              | 16 novembre 1889  | 22 febbraio 1891  |
| 25º |                            |                            | Gheorghe Ruset Roznovanu (1834-1904)       | Partito Conservatore              | 3 maggio 1891     | 11 dicembre 1891  |
| 26º |                            |                            | Gheorghe Manu (1833-1911)                  | Partito Conservatore              | 26 febbraio 1892  | 24 ottobre 1895   |
| 27º |                            |                            | Petre S. Aurelian (1833-1909)              | Partito Nazionale Liberale        | 9 dicembre 1895   | 21 novembre 1896  |
| 28º |                            |                            | Dimitrie Gianni (1838-1902)                | Partito Nazionale Liberale        | 23 novembre 1896  | 21 aprile 1899    |
| 29º |                            |                            | Constantin P. Olănescu (1845-1928)         | Partito Conservatore              | 13 giugno 1899    | 25 settembre 1900 |
| 30º |                            |                            | Gheorghe Grigore Cantacuzino (1833-1913)   | Partito Conservatore              | 25 settembre 1900 | 14 febbraio 1901  |
| 31º |                            |                            | Mihail Pherekyde (1842-1926)               | Partito Nazionale Liberale        | 24 marzo 1901     | 9 dicembre 1904   |
| 32º |                            |                            | Ștefan Șendrea (1842-1907)                 | Partito Nazionale Liberale        | 9 dicembre 1904   | 23 dicembre 1904  |
| 33º |                            |                            | Grigore Trandafil (1840-1907)              | Partito Conservatore              | 25 febbraio 1905  | 23 febbraio 1907  |
| 34º |                            |                            | Constantin Cantacuzino-Pașcanu (1856-1927) | Partito Conservatore              | 26 febbraio 1907  | 26 aprile 1907    |
| 35º |                            |                            | Mihail Pherekyde (1842-1926)               | Partito Nazionale Liberale        | 8 giugno 1907     | 15 dicembre 1909  |
| 36º |                            |                            | Basile M. Missir (1843-1929)               | Partito Nazionale Liberale        | 15 dicembre 1909  | 16 febbraio 1910  |
| 37º |                            |                            | Mihail Pherekyde (1842-1926)               | Partito Nazionale Liberale        | 16 febbraio 1910  | 10 gennaio 1911   |
| 38º |                            |                            | Constantin P. Olănescu (1845-1928)         | Partito Conservatore              | 8 marzo 1911      | 17 ottobre 1912   |
| 39º |                            |                            | Constantin Cantacuzino-Pașcanu (1856-1927) | Partito Conservatore Democratico  | 1 dicembre 1912   | 11 gennaio 1914   |
| 40º |                            |                            | Mihail Pherekyde (1842-1926)               | Partito Nazionale Liberale        | 21 febbraio 1914  | 11 dicembre 1916  |
| 41º |                            |                            | Vasile Morțun (1860-1919)                  | Partito Nazionale Liberale        | 11 dicembre 1916  | 25 aprile 1918    |
| 42º |                            |                            | Constantin Meissner (1854-1942)            | Partito Conservatore Progressista | 5 giugno 1918     | 5 novembre 1918   |
| 43º |                            |                            | Alexandru Vaida-Voevod (1872-1950)         | Partito Nazionale Rumeno          | 28 novembre 1919  | 1 dicembre 1919   |
| 44º |                            |                            | Nicolae Iorga (1871-1940)                  | Partito Nazionalista Democratico  | 9 dicembre 1919   | 26 marzo 1920     |
| 45º |                            |                            | Duiliu Zamfirescu (1858-1922)              | Partito del Popolo                | 30 giugno 1920    | 22 gennaio 1922   |
| 46º |                            |                            | Mihail Orleanu (1859-1942)                 | Partito Nazionale Liberale        | 6 aprile 1922     | 27 marzo 1926     |
| 47º |                            |                            | Petre P. Negulescu (1872-1951)             | Partito del Popolo                | 10 luglio 1926    | 5 giugno 1927     |
| 48º |                            |                            | Nicolae N. Săveanu (1866-1952)             | Partito Nazionale Liberale        | 30 luglio 1927    | 10 novembre 1928  |
| 49º |                            |                            | Ștefan Cicio Pop (1865-1934)               | Partito Nazionale Contadino       | 23 dicembre 1928  | 30 aprile 1931    |
| 50º |                            |                            | Dimitrie Pompeiu (1873-1954)               | Partito Nazionalista Democratico  | 20 giugno 1931    | 10 giugno 1932    |
| 51º |                            |                            | Ștefan Cicio Pop (1865-1934)               | Partito Nazionale Contadino       | 10 agosto 1932    | 18 novembre 1933  |
| 52º |                            |                            | Nicolae N. Săveanu (1866-1952)             | Partito Nazionale Liberale        | 10 febbraio 1934  | 19 novembre 1937  |
| 53º |                            |                            | Alexandru Vaida-Voevod (1872-1950)         | Fronte di Rinascita Nazionale     | 9 giugno 1939     | 5 settembre 1940  |
| 54º |                            |                            | Mihail Sadoveanu (1880-1961)               | Blocco dei Partiti Democratici    | 5 dicembre 1946   | 24 febbraio 1948  |

## Presidenti della Grande Assemblea Nazionale (1948-1989)
| Nº  | Presidente (Nascita-Morte) | Presidente (Nascita-Morte) | Presidente (Nascita-Morte)        | Partito                  | Mandato          | Mandato          |
| Nº  | Presidente (Nascita-Morte) | Presidente (Nascita-Morte) | Presidente (Nascita-Morte)        | Partito                  | Inizio           | Fine             |
| --- | -------------------------- | -------------------------- | --------------------------------- | ------------------------ | ---------------- | ---------------- |
| 1º  |                            |                            | Gheorghe Apostol (1913-2010)      | Partito Comunista Rumeno | 7 aprile 1948    | 11 giugno 1948   |
| 2º  |                            |                            | Constantin Agiu (1891-1961)       | Partito Comunista Rumeno | 11 giugno 1948   | 27 dicembre 1948 |
| 3º  |                            |                            | Constantin Pârvulescu (1895-1992) | Partito Comunista Rumeno | 27 dicembre 1948 | 5 luglio 1949    |
| 4º  |                            |                            | Dumitru Petrescu (1906-1969)      | Partito Comunista Rumeno | 5 luglio 1949    | 28 dicembre 1949 |
| 5º  |                            |                            | Alexandru Drăghici (1913-1993)    | Partito Comunista Rumeno | 28 dicembre 1949 | 26 gennaio 1950  |
| 6º  |                            |                            | Dumitru Petrescu (1906-1969)      | Partito Comunista Rumeno | 26 gennaio 1950  | 29 maggio 1950   |
| 7º  |                            |                            | Constantin Doncea (1904-1973)     | Partito Comunista Rumeno | 29 maggio 1950   | 6 settembre 1950 |
| 8º  |                            |                            | Gheorghe Apostol (1913-2010)      | Partito Comunista Rumeno | 6 settembre 1950 | 5 aprile 1951    |
| 9º  |                            |                            | Ion Vincze (1910-1996)            | Partito Comunista Rumeno | 5 aprile 1951    | 26 marzo 1952    |
| 10º |                            |                            | Gheorghe Apostol (1913-2010)      | Partito Comunista Rumeno | 26 marzo 1952    | 2 giugno 1952    |
| 11º |                            |                            | Gheorghe Stoica (1900-1976)       | Partito Comunista Rumeno | 2 giugno 1952    | 30 novembre 1952 |
| 12º |                            |                            | Constantin Pârvulescu (1895-1992) | Partito Comunista Rumeno | 23 gennaio 1953  | 5 marzo 1961     |
| 13º |                            |                            | Ştefan Voitec (1900-1984)         | Partito Comunista Rumeno | 20 marzo 1961    | 28 marzo 1974    |
| 14º |                            |                            | Miron Constantinescu (1917-1974)  | Partito Comunista Rumeno | 28 marzo 1974    | 18 luglio 1974   |
| 15º |                            |                            | Nicolae Giosan (1921-1990)        | Partito Comunista Rumeno | 26 luglio 1974   | 22 dicembre 1989 |

## Presidenti della Camera dei deputati (1990 - oggi)
| Nº  | Presidente (Nascita-Morte) | Presidente (Nascita-Morte) | Presidente (Nascita-Morte)                | Partito                                                                              | Mandato          | Mandato          | Leg.             |
| Nº  | Presidente (Nascita-Morte) | Presidente (Nascita-Morte) | Presidente (Nascita-Morte)                | Partito                                                                              | Inizio           | Fine             | Leg.             |
| --- | -------------------------- | -------------------------- | ----------------------------------------- | ------------------------------------------------------------------------------------ | ---------------- | ---------------- | ---------------- |
| 1º  |                            |                            | Marțian Dan (1935-2002)                   | Fronte di Salvezza Nazionale                                                         | 19 giugno 1990   | 16 ottobre 1992  | I (1990)         |
| 2º  |                            |                            | Adrian Năstase (1950-)                    | Fronte Democratico di Salvezza Nazionale Partito della Democrazia Sociale di Romania | 28 ottobre 1992  | 22 novembre 1996 | II (1992)        |
| 3º  |                            |                            | Ion Diaconescu (1917-2011)                | Partito Nazionale Contadino Cristiano Democratico                                    | 27 novembre 1996 | 30 novembre 2000 | III (1996)       |
| 4º  |                            |                            | Valer Dorneanu (1944-)                    | Partito della Democrazia Sociale di Romania Partito Social Democratico               | 15 dicembre 2000 | 30 novembre 2004 | IV (2000)        |
| 5º  |                            |                            | Adrian Năstase (1950-)                    | Partito Social Democratico                                                           | 19 dicembre 2004 | 16 marzo 2006    | V (2004)         |
| 6º  |                            |                            | Bogdan Olteanu (1971-)                    | Partito Nazionale Liberale                                                           | 20 marzo 2006    | 13 dicembre 2008 | V (2004)         |
| 7º  |                            |                            | Roberta Anastase (1976-)                  | Partito Democratico Liberale                                                         | 19 dicembre 2008 | 3 luglio 2012    | VI (2008)        |
| 8º  |                            |                            | Valeriu Zgonea (1967-)                    | Partito Social Democratico                                                           | 3 luglio 2012    | 19 dicembre 2012 | VI (2008)        |
| 8º  | 19 dicembre 2012           | 13 giugno 2016             | Valeriu Zgonea (1967-)                    | Partito Social Democratico                                                           | VII (2012)       |                  |                  |
| 9º  |                            |                            | Florin Iordache (1960-)                   | Partito Social Democratico                                                           | VII (2012)       | 13 giugno 2016   | 21 dicembre 2016 |
| 10º |                            |                            | Liviu Dragnea (1962-)                     | Partito Social Democratico                                                           | 21 dicembre 2016 | 27 maggio 2019   | VIII (2016)      |
| -   |                            |                            | Carmen Mihălcescu (ad interim) (1970-)    | Partito Social Democratico                                                           | 28 maggio 2019   | 29 maggio 2019   | VIII (2016)      |
| 11º |                            |                            | Marcel Ciolacu (1967-)                    | Partito Social Democratico                                                           | 29 maggio 2019   | 21 dicembre 2020 | VIII (2016)      |
| 12º |                            |                            | Ludovic Orban (1963-)                     | Partito Nazionale Liberale                                                           | 22 dicembre 2020 | 18 ottobre 2021  | IX (2020)        |
| -   |                            |                            | Florin Claudiu Roman (ad interim) (1970-) | Partito Nazionale Liberale                                                           | 18 ottobre 2021  | 2 novembre 2021  | IX (2020)        |
| -   |                            |                            | Sorin Grindeanu (ad interim) (1973-)      | Partito Social Democratico                                                           | 2 novembre 2021  | 23 novembre 2021 | IX (2020)        |
| 13º |                            |                            | Marcel Ciolacu (1967-)                    | Partito Social Democratico                                                           | 23 novembre 2021 | 15 giugno 2023   | IX (2020)        |
| -   |                            |                            | Alfred Simonis (ad interim) (1985-)       | Partito Social Democratico                                                           | 15 giugno 2023   | 2 settembre 2024 | IX (2020)        |
| 14º |                            |                            | Daniel Suciu (1980-)                      | Partito Social Democratico                                                           | 2 settembre 2024 | 23 dicembre 2024 | IX (2020)        |
| 15º |                            |                            | Ciprian-Constantin Șerban (1985-)         | Partito Social Democratico                                                           | 23 dicembre 2024 | 24 giugno 2025   | X (2024)         |
| 16º |                            |                            | Sorin Grindeanu (1973-)                   | Partito Social Democratico                                                           | 24 giugno 2025   | in carica        | X (2024)         |